# Fight from the Inside
Fight From The Inside es una canción escrita por Roger Taylor para el álbum de Queen News of the World de 1977.
La canción es bastante funky y es cantada por el mismo compositor de la canción. En la canción predomina el bajo con un sonido muy duro y correoso y los solos. En la canción no participó ni Freddie Mercury ni John Deacon, tan solo colaboró Brian May, tocando a dúo la guitarra, ya que los coros y casi todos los instrumentos son tocados por Roger.
Nunca fue interpretada en directo.

## Instrumentación
- Roger Taylor: batería, guitarra solista, bajo fuzz, maracas, voz y coros.
- Brian May: guitarra solista

- Datos: Q1001245